# Tomaspis correntina
Tomaspis correntina är en insektsart som beskrevs av Berg 1879. Tomaspis correntina ingår i släktet Tomaspis och familjen spottstritar. Inga underarter finns listade i Catalogue of Life.